# Jacyr Francisco Braido

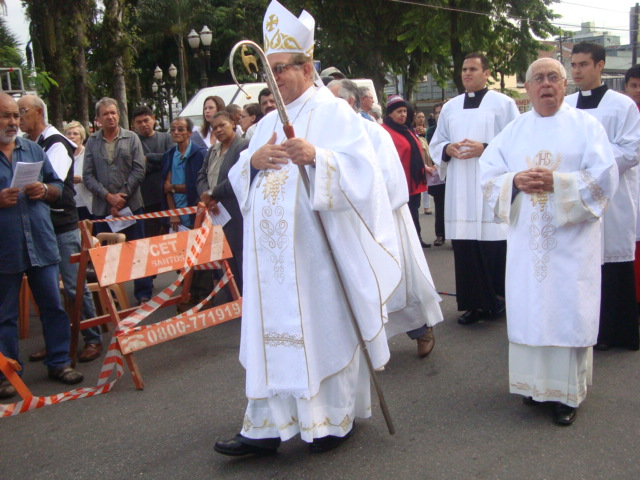
Jacyr Francisco Braido im Juni 2009

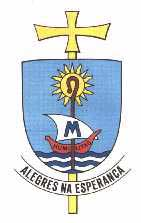
Bischofswappen

Jacyr Francisco Braido CS (* 17. April 1940 in Roca Sales, Rio Grande do Sul) ist ein brasilianischer Ordensgeistlicher und emeritierter römisch-katholischer Bischof von Santos.

## Leben
Jacyr Francisco Braido trat der Ordensgemeinschaft der Congregatio Scalabriniana bei und empfing am 22. Februar 1970  die Priesterweihe.
Papst Johannes Paul II. ernannte ihn am 22. Februar 1995 zum Koadjutorbischof von Santos. Der Erzbischof von Mariana, Luciano Pedro Mendes de Almeida SJ, spendete ihm am 30. April desselben Jahres die Bischofsweihe. Mitkonsekratoren waren David Picão, Bischof von Santos, und Urbano José Allgayer, Bischof von Passo Fundo. Als Wahlspruch wählte er ALEGRES NA ESPERANÇA. Mit der Emeritierung David Picãos am 26. Juli 2000 Jahres folgte er ihm als Bischof von Santos nach.
Papst Franziskus nahm am 6. Mai 2015 seinen altersbedingten Rücktritt an.